# Майдановка (Полтавская область)
Майдановка (укр. Майданівка) — село,
Купьеватовский сельский совет,
Глобинский район,
Полтавская область,
Украина.
Код КОАТУУ — 5320684904. Население по переписи 2001 года составляло 133 человека.

## Географическое положение
Село Майдановка находится на правом берегу реки Хорол,
выше по течению на расстоянии в 3 км расположено село Турбаи,
ниже по течению на расстоянии в 5 км расположено село Фёдоровка.
На расстоянии в 1 км расположено село Глушково.
Вдоль реки проведено много ирригационных каналов.

## Экономика
- Молочно-товарная ферма.

## Известные уроженцы
- Анцеборенко, Павел Афанасьевич — Герой Советского Союза.